# Rieschweiler-Mühlbach

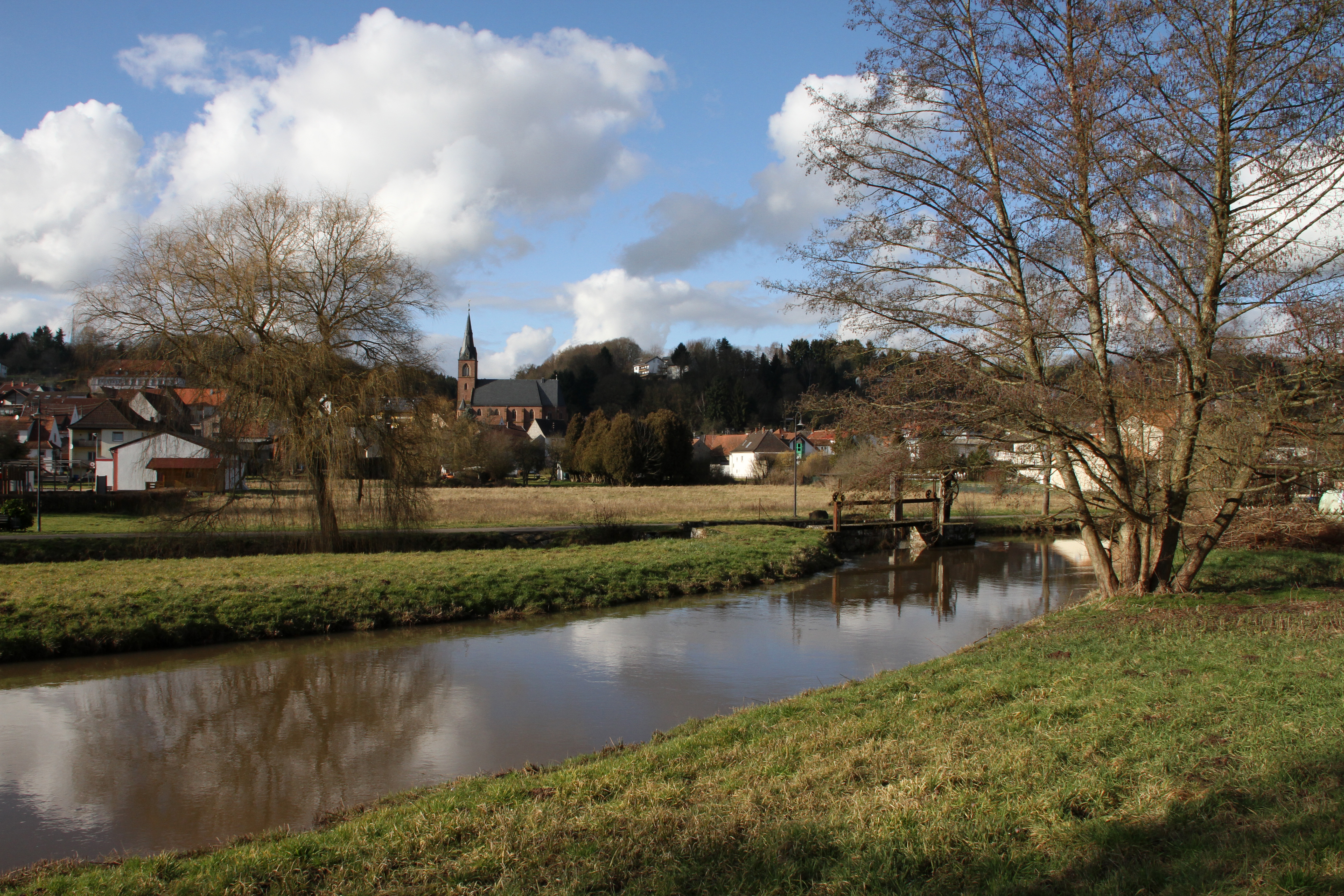
Mühlgraben, im Hintergrund evangelische Kirche Rieschweiler

Rieschweiler-Mühlbach ist eine Ortsgemeinde im Landkreis Südwestpfalz in Rheinland-Pfalz. Sie gehört der Verbandsgemeinde Thaleischweiler-Wallhalben an, innerhalb derer sie gemessen an der Einwohnerzahl die zweitgrößte Ortsgemeinde darstellt.

## Geographie

### Lage
Der Ort liegt in der Nähe von Zweibrücken im Schwarzbachtal. Neben den Ortsteilen Höhmühlbach und Rieschweiler gehört zusätzlich der Wohnplatz Lindenhof zur Gemeinde. Nachbargemeinden sind – im Uhrzeigersinn – Maßweiler, Höhfröschen, Höheischweiler, Nünschweiler, Dellfeld, Contwig und Reifenberg.

### Gewässer
Zentrales Fließgewässer ist der in Ost-West-Richtung verlaufende Schwarzbach. Vor Ort nimmt er von rechts den Sulzgraben und den Jägerbach auf.

## Geschichte
Im Zuge der ersten rheinland-pfälzischen Verwaltungsreform wurde Rieschweiler-Mühlbach am 7. Juni 1969 aus den bis dahin selbstständigen Gemeinden Höhmühlbach und Rieschweiler neu gebildet. Die Gemeinde gehörte zunächst dem Landkreis Zweibrücken an. 1972 wechselte sie in den Landkreis Pirmasens, der 1997 in „Landkreis Südwestpfalz“ umbenannt wurde; im selben Jahr wurde sie der ebenfalls neugeschaffenen Verbandsgemeinde Thaleischweiler-Fröschen zugeordnet. Seit 2014 gehört Rieschweiler-Mühlbach zur Verbandsgemeinde Thaleischweiler-Wallhalben, die durch Zusammenlegung der Verbandsgemeinden Thaleischweiler-Fröschen und Wallhalben entstand.

## Religion
Die Katholiken gehören zum Bistum Speyer, die Evangelischen zur Protestantischen Landeskirche Pfalz.

## Politik

### Gemeinderat
Der Gemeinderat in Rieschweiler-Mühlbach besteht aus 16 Ratsmitgliedern, die bei der Kommunalwahl am 9. Juni 2024 in einer personalisierten Verhältniswahl gewählt wurden, und dem ehrenamtlichen Ortsbürgermeister als Vorsitzendem.
Die Sitzverteilung im Gemeinderat:
| Wahl | SPD | CDU | FWG | Gesamt   |
| ---- | --- | --- | --- | -------- |
| 2024 | 7   | 2   | 7   | 16 Sitze |
| 2019 | 9   | 3   | 4   | 16 Sitze |
| 2014 | 10  | 4   | 2   | 16 Sitze |
| 2009 | 12  | 4   | –   | 16 Sitze |
| 2004 | 11  | 5   | –   | 16 Sitze |

- FWG = Freie Wählergemeinschaft VG Thaleischweiler-Fröschen e. V.

### Bürgermeister
Peter Roschy (SPD) wurde am 19. Juli 2019 Ortsbürgermeister von Rieschweiler-Mühlbach. Bei der Direktwahl am 26. Mai 2019 war er mit einem Stimmenanteil von 73,46 % für fünf Jahre gewählt worden. Bei der Direktwahl am 9. Juni 2024 setzte er sich mit 51,0 % gegen einen Mitbewerber durch.
Roschys Vorgänger war Heino Schuck (SPD), der das Amt 15 Jahre ausübte.

### Wappen
| Wappen von Rieschweiler-Mühlbach | Blasonierung: „Von Silber und Schwarz gespalten, rechts durch einen roten Wellenbalken geteilt, darüber ein blauer unzialer Großbuchstabe M, darunter ein roter Mühlstein, links ein rotbewehrter, -bezungter und -bekrönter goldener Löwe.“ |
| Wappen von Rieschweiler-Mühlbach | Wappenbegründung: Die vordere Schildhälfte verweist auf ehemalige Grundherrschaften in Höhmühlbach. Der Buchstabe M nimmt Bezug auf die Madonna, die das Kloster Wörschweiler in seinem Siegel führte. Die Grafen von Saarwerden hatten in ihrem Wappen einen roten Balken und eine rote Kugel. Leicht verändert wurden daraus ein Wellenbalken und ein Mühlstein, um den Ortsnamen redend darzustellen. Die hintere Schildhälfte zeigt den wittelsbachischen Löwen von Pfalz-Zweibrücken. In deren Herzogtum hatte Rieschweiler die Stellung einer eigenen Schultheißerei. Es wurde 1980 von Bezirksregierung Rheinhessen-Pfalz verliehen. |

## Kultur

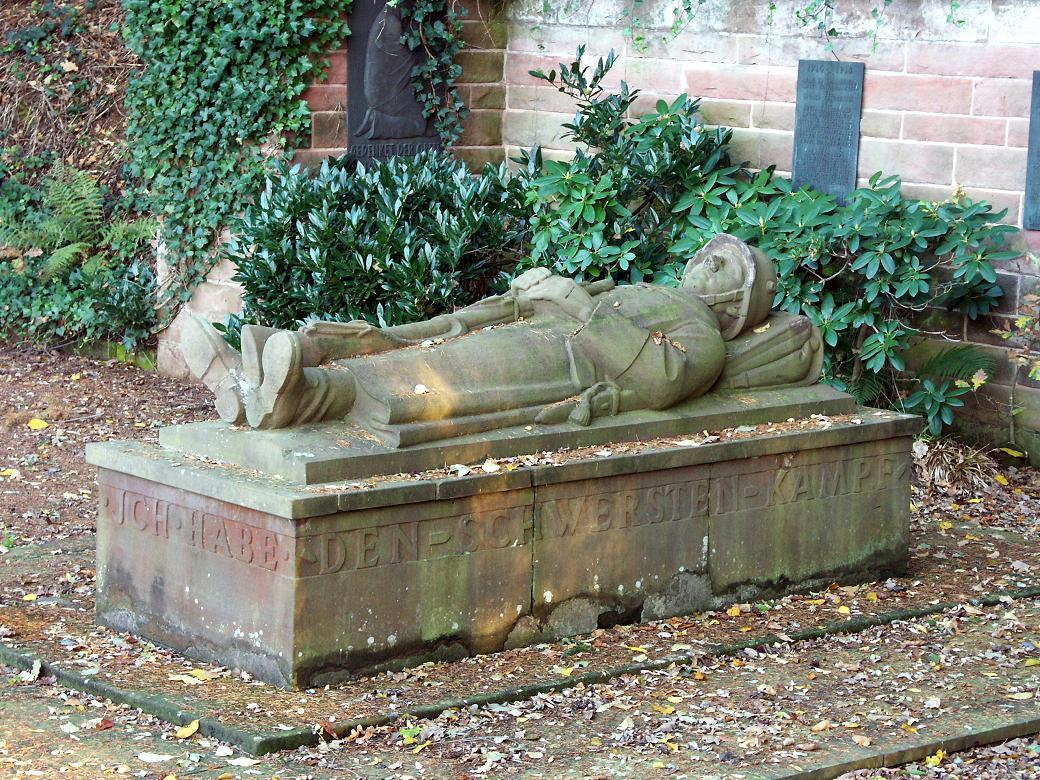
Kriegerdenkmal Höhmühlbach

### Kulturdenkmäler
Vor Ort befinden sich insgesamt 13 Objekte, die unter Denkmalschutz stehen, darunter das im  Ortsteil Höhmühlbach befindliche Kriegerdenkmal, dessen Figur eines liegenden, toten Soldaten, der berühmten Skulptur Bernhard Bleekers im Hofgarten-Kriegerdenkmal, vor der Bayerischen Staatskanzlei in München nachempfunden ist. Die Münchner Originalfigur aus Marmor befindet sich seit 1972 im Bayerischen Armeemuseum zu Ingolstadt und wurde durch einen Bronzeabguss ersetzt.

### Natur
Innerhalb der Gemeindegemarkung existieren zwei Naturdenkmale. Das Naturschutzgebiet Auf der Pottschütthöhe erstreckt sich teilweise ebenfalls über das Gemeindegebiet von Rieschweiler-Mühlbach.

### Vereine
Es existiert der Fußballverein SG Rieschweiler, der zeitweilig innerhalb der Verbandsliga spielte.

## Wirtschaft und Infrastruktur

### Verkehr

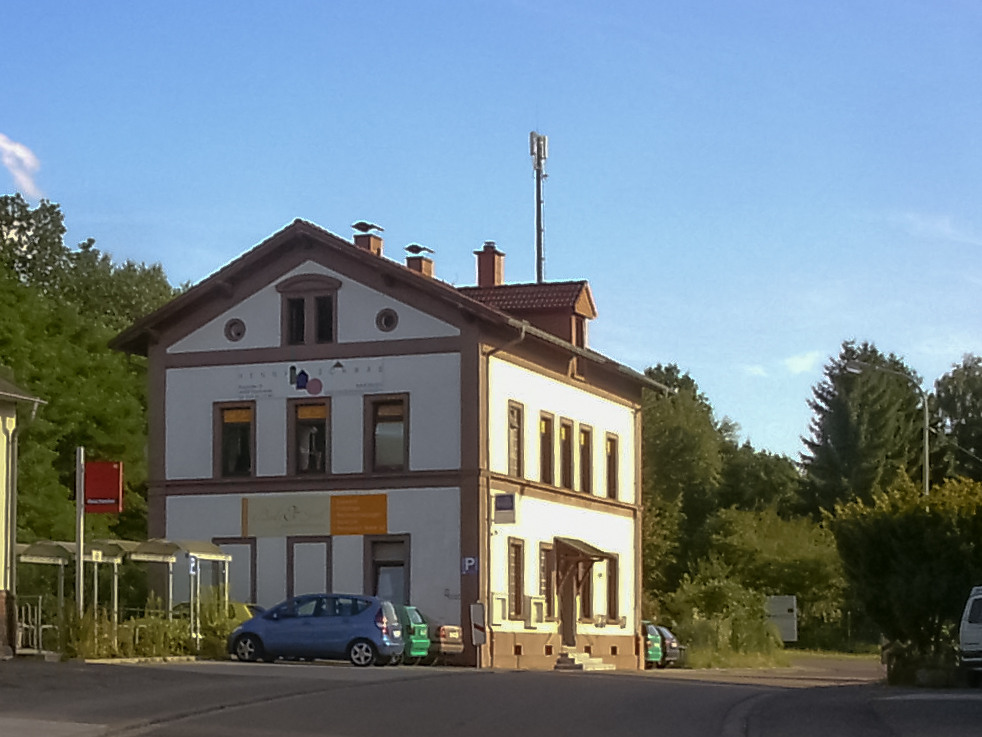
Haltepunkt Rieschweiler

Die Gemeinde gehört zum Verkehrsverbund Rhein-Neckar. An der Bahnstrecke Landau–Rohrbach gibt es die Haltepunkte Rieschweiler und Höhmühlbach. Es existieren stündliche Verbindungen nach Pirmasens und nach Saarbrücken.
In Ost-West-Richtung verläuft die Landesstraße 477. Von dieser zweigt innerhalb von Rieschweiler die Landesstraße 466 ab, die in die nördliche Richtung bis nach Bruchmühlbach-Miesau führt sowie die Kreisstraße 15, die einerseits eine Verbindung mit Petersberg und Pirmasens schafft und andererseits mit Battweiler.
Im Norden der Gemarkung befindet sich außerdem der Flugplatz Pirmasens.

### Öffentliche Einrichtungen
Der Ort ist mit sechs Feuerwehrfahrzeugen ausgerüstet. Im Feuerwehrhaus Rieschweiler sind ein Tanklöschfahrzeug (TLF 16/25), zwei Löschfahrzeuge (LF 16-TS und LF-KatS), ein Schlauchwagen (SW 2000-Tr), ein Mannschaftstransportfahrzeug (MTF) sowie ein Feldkochherd stationiert. In Höhmühlbach steht außerdem ein Tragkraftspritzenfahrzeug (TSF).
Zwei Fahrzeuge (LF-KatS und SW 2000-Tr) gehören einer Facheinheit des Landkreises Südwestpfalz an, der Löschwasserversorgungskomponente (LVK), die anderen vier Fahrzeuge sind Eigentum des Trägers der Feuerwehr, der Verbandsgemeinde Thaleischweiler-Wallhalben. Auch der Feldkochherd ist Teil einer Kreiseinheit, der Schnellen Einsatzgruppe – Verpflegung (SEG-V).

### Bildungseinrichtungen
Im Ortsteil Rieschweiler gibt es eine Grundschule mit angegliederter öffentlicher Bücherei und im Ortsteil Höhmühlbach einen Kindergarten.

### Tourismus
Durch die Gemeinde verlaufen die Deutsche Schuhstraße und der Pirminius-Radweg. Durch den Norden der Gemeindegemarkung führt zu dem die östliche Fortsetzung des Höcherbergwegs mit der Markierung „rot-weißer Balken“.

## Persönlichkeiten

### Söhne und Töchter der Gemeinde
- Bartholomäus Wernigk (~1611–1686), Präsident des pfalz-zweibrückischen Oberkonsistoriums
- Karl Delobelle (1904–1944), Politiker (NSDAP)

### Personen, die im Ort gewirkt haben
- Erik Durm (* 1992), Fußballnationalspieler